# Landeskommando Sachsen
Das Landeskommando Sachsen (LKdo SN) in der Graf-Stauffenberg-Kaserne in der Dresdener Albertstadt ist verantwortlich für die Zusammenarbeit der Bundeswehr mit den zivilen Behörden in Sachsen. Rund 50 aktive Soldaten und 15 zivile Mitarbeiter sind beim Landeskommando und den Außenstellen in Marienberg, Leipzig und Frankenberg beschäftigt. Mit seinen Reservisten in 19 Verbindungskommandos hält das Landeskommando Sachsen engen Kontakt zu Landkreisen, kreisfreien Städten und der Landesdirektion. Außer dem Krisenmanagement ist die Kontaktpflege zu den militärischen Kriseneinsatzstäben der Nachbarländer eine der Aufgaben. Zudem ist das Landeskommando für den Host Nation Support, die Betreuung ausländischer Truppen, die auf deutschem Territorium zu Gast sind, zuständig. Aufgestellt wurde das Landeskommando im Jahr 2007.
Bis Januar 2013 war es dem Wehrbereichskommando III, von Februar 2013 bis September 2022 dem Kommando Territoriale Aufgaben der Bundeswehr und von Oktober 2022 bis März 2025 dem Territorialen Führungskommando der Bundeswehr unterstellt.

## Auftrag

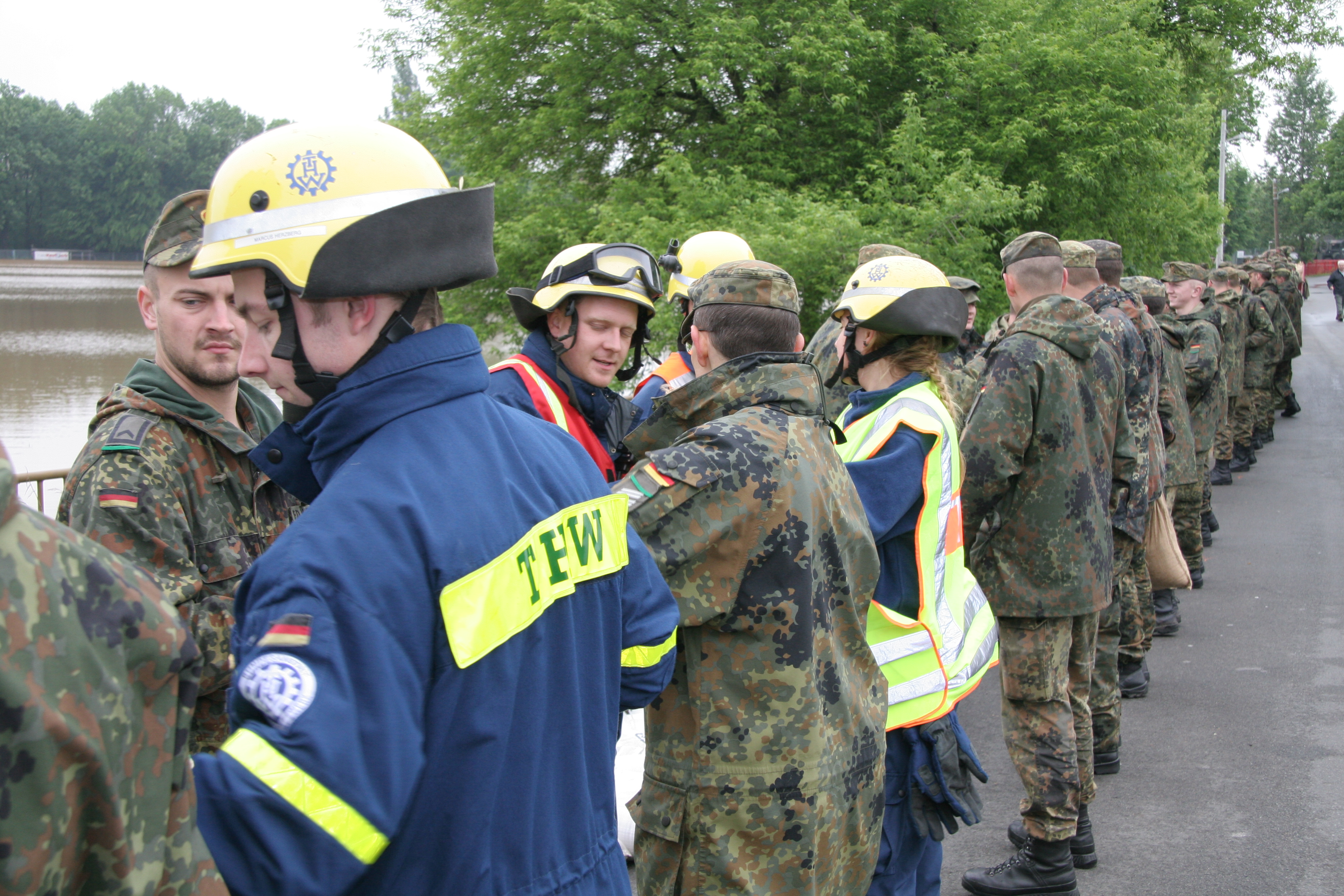
ZMZ Hochwasser 2013 in Dresden

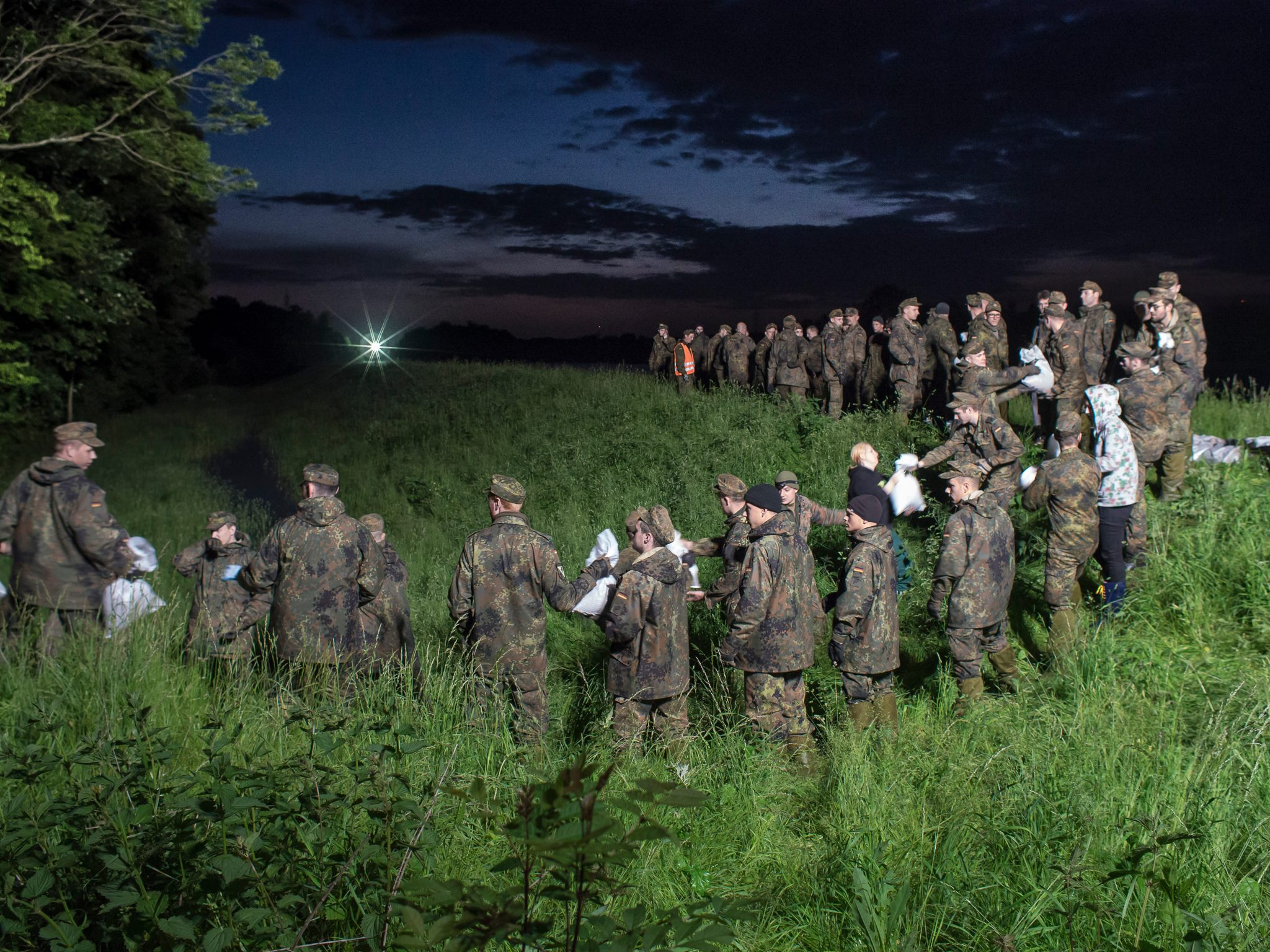
Hochwasser 2013

Im Katastrophenfall, bei Hochwasser, schweren Unfällen, Havarien und anderen Notsituationen beraten die Soldaten des Landeskommandos Sachsen die zivilen Behörden und Organisationen zu den Hilfsmöglichkeiten der Bundeswehr. Im Lagezentrum werden die Hilfeleistungsanträge der zivilen Seite bewertet und an die übergeordnete Ebene, das Operativen Führungskommando der Bundeswehr in Berlin, weitergeleitet.
Wenn bei der Feststellung des Katastrophenfalles in den Landkreisen, kreisfreien Städten und bei der Landesdirektion Krisenstäbe eingerichtet werden, können diese Unterstützung durch die Bundeswehr anfordern. Das Landeskommando entsendet dann seine Reservisten der Kreis- und Bezirksverbindungskommandos in die zivilen Krisenstäbe und aktiviert das Lagezentrum in der Graf-Stauffenberg-Kaserne. Die in den zivilen Krisenstäben eingesetzten Reservistendienst Leistenden beraten die zivilen Akteure zu den Hilfsmöglichkeiten der Bundeswehr, etwa zum Einsatz von Hubschraubern, schwerem Räumgerät und von Einheiten der Bundeswehr.
Wenn die zivile Seite Unterstützung durch die Bundeswehr beantragt und das Landeskommando Sachsen diesen Antrag bewertet und gebilligt hat, kann die Amtshilfe durch das Kommando Territoriale Aufgaben angeordnet werden. Bei der Unterbringung und Verpflegung für die Truppen im Katastropheneinsatz unterstützen die Kreisverbindungskommandos und Krisenstäbe der zivilen Behörden.

## Gliederung

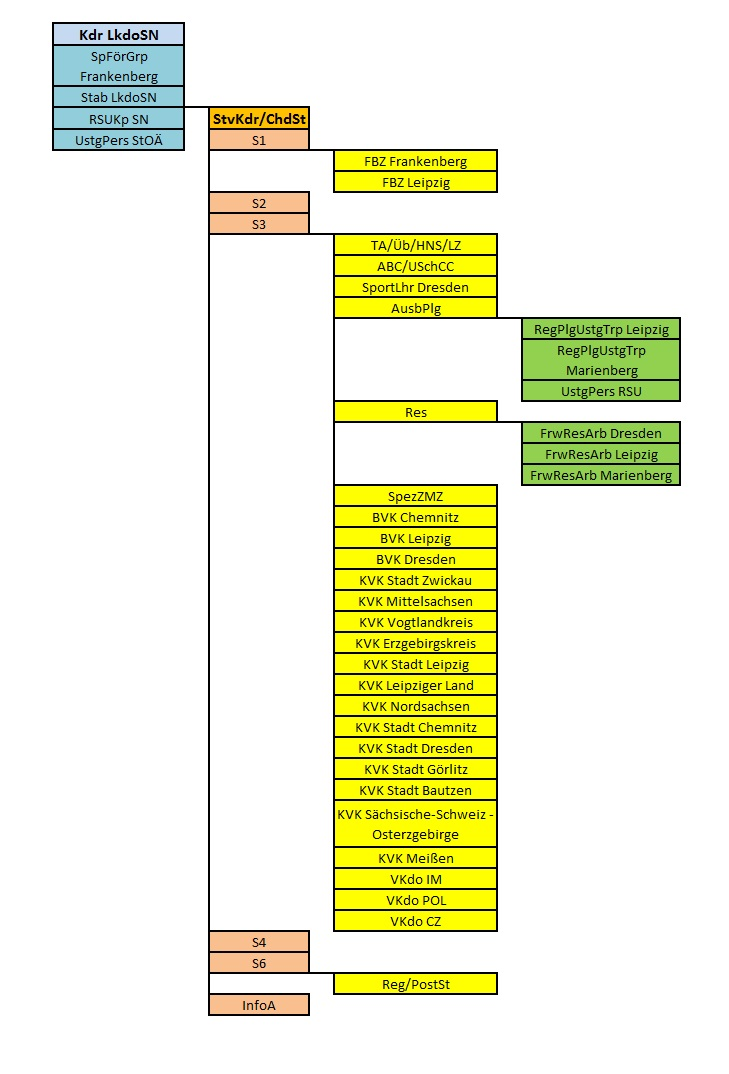
Gliederung LkdoSN

### Stab LKdo SN
- Kommandeur LKdo SN
  - Stv. Kommandeur und Chef des Stabes
    - S1 – Personal, truppendienstliche Angelegenheiten, Innere Führung
    - S2 – Militärische Sicherheit, Nachrichtenwesen, Aufklärung und Fremdlage(n)
    - S3 – Einsatz, Ausbildung, Organisation, Alarmwesen und Controlling
    - S4 – Logistik (Materialwirtschaft, Versorgung, Instandsetzung, Transportwesen u. a.)
    - S6 – Führungsunterstützung (Fernmeldewesen, Führungssysteme, IT und Datenverarbeitung, Fernmeldesicherheit)
    - InfoA – Informationsarbeit, Presse- und Öffentlichkeitsarbeit

Die fachliche Ausbildung des Personals erfolgt weitgehend über das Kommando Zivil-Militärische Zusammenarbeit (KdoZMZBw), welches auch Personal abstellt.

### Bezirks- und Kreisverbindungskommandos

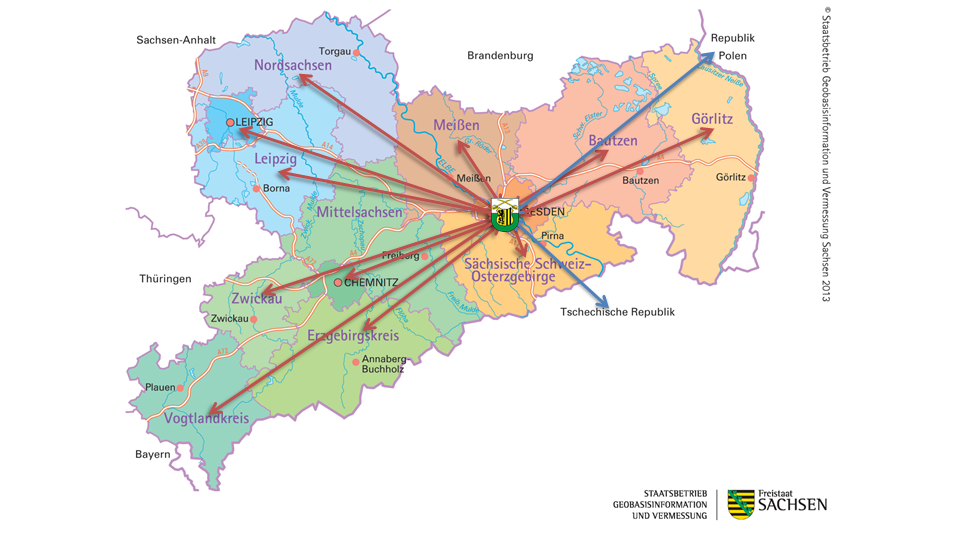
BVK/KVK Sachsen

In den Bezirks- und Kreisverbindungskommandos (BVK und KVK) der Bundeswehr sind Reservisten eingeplant, die im Katastrophenfall als Partner der zivilen Kräfte eingesetzt werden. Sie beraten die zivilen Einsatzstäbe zu Möglichkeiten und Grenzen militärischer Hilfe und koordinieren die Hilfeleistung im Ernstfall in enger Abstimmung mit Land, Kommunen und Landkreisen. Die Kreisverbindungskommandos haben ihre Büros in den sächsischen Landkreisen und kreisfreien Städten. Die Reservisten kommen aus der sächsischen Region und werden im Katastrophenfall und für regelmäßige Übungen einberufen. Die 19 Verbindungskommandos im Land Sachsen unterstehen dem Landeskommando Sachsen, der Repräsentanz der Bundeswehr im Freistaat. Sie halten engen Kontakt zu Behörden und Organisationen und sind in Notsituationen vor Ort, wenn die Hilfe der Bundeswehr benötigt wird.
beiter betreuen die Angehörigen von Soldaten im Einsatz, organisieren Veranstaltungen und stehen bei Fragen und Problemen bereit.

## Wappen
Im Wappen des Landeskommandos Sachsen stehen das Weiß und das Grün für den Freistaat Sachsen. Das innenliegende Wappen symbolisiert die Landeshauptstadt Dresden. Die gekreuzten Säbel entstammen der sächsischen Kavallerie.